# Волосково (Тверская область)
Волосково— село (официально числится деревней) в Рамешковском районе Тверской области. Относится к сельскому поселению Ильгощи (до 2006 года входило в состав Раменского сельского округа).
Находится в 48 километрах к юго-востоку от районного центра Рамешки, в 7 километрах от села Ильгощи.
Село расположено на реке Медведице, по которой проходит граница с Кимрским районом.
По данным переписи 2002 года население — 98 жителей.

## История
Красивое место на берегу Медведицы было издавно заселено. В районе села обнаружены остатки древнего городища (начало I-го тысячелетия н. э.) и курганная группа (языческий погребальный комплекс начала II-го тысячелетия н. э.). Вероятно, название села произошло от имени первопоселенца — Волос, Влас, Власко. В источниках XVII века пустошь, а затем село упоминаются в формах Волоское, Волоцково, Волосково. В конце XVII века село Волосково в вотчине Троице-Сергиева монастыря, с 1764 года — в государственном владении.
- В 1859 году в русском казенном селе Волосково 56 дворов, 393 жителя (193 мужчины и 200 женщин).
- В 1887 году в селе Волосково одноимённого прихода Ильгощинской волости Бежецкого уезда Тверской губернии жили бывшие государственные крестьяне, 96 дворов, 500 жителей (237 мужчин и 263 женщины). На военной службе находилось 3 человека. Грамотных — 57 мужчин и 2 женщины, учились 22 мальчика.

Земля делилась на 190 душевых наделов. Её было 1286 десятин, в том числе: 542 — пашни, 453 — сенокоса, 227 — дровяного леса, 39 дес. — неудобий. На душевой надел приходилось по 5,4 дес., в среднем на хозяйство — по 13,7 дес.(по 12,5 гектара).
В хозяйствах содержались: 89 лошадей, 168 коров, 25 нетелей, 48 телят, 48 овец, свиней нет. Безлошадным было 28 хозяйств, 51 имели по одной, 19 — по две лошади. Без коров было 22 хозяйства, 27 держали по 2, 27 держали по 3 и более коровы. В 21 хозяйстве не было ни лошадей, ни коров. Сеяли ржи (190 дес.), овса (285 дес.), ячменя (125 дес.), картофелея (119 дес.), льна (16 дес.). Накашивали 23993 пуда сена. 15 человек занимались местными промыслами (валяли валенки, плотничали, столярничали, работали по найму), 68 мужчин и 14 женщин — на отхожем промысле в других местностях, в том числе в Твери, Москве, Санкт-Петербурге.

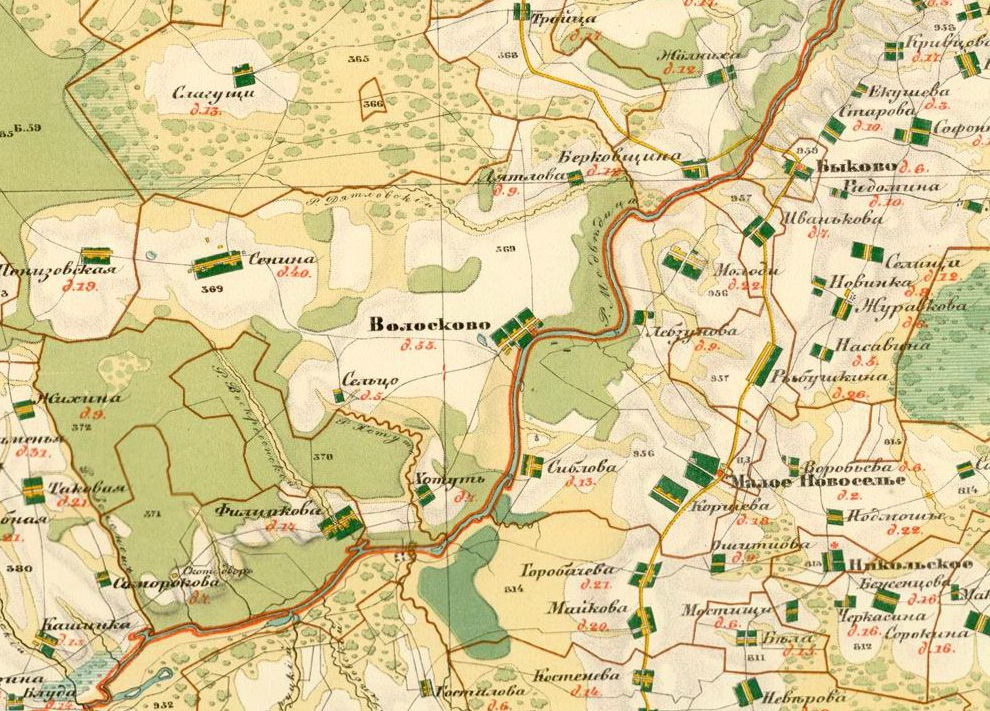
Волосково на карте XIX века

## Хронология
- В 1889 в селе открыта четырехлетняя церковно-приходская школа.
- В 1901 году в Волосковском приходе кроме села Волосково деревни Хотути, Сельцо, Сенино, Дятлово, Троица, Матвейково, всего 2077 жителей. Церковь Воздвижения Креста Господня (построена в 1800 году), престольный праздник — Казанская Божия Матерь (21 июля).

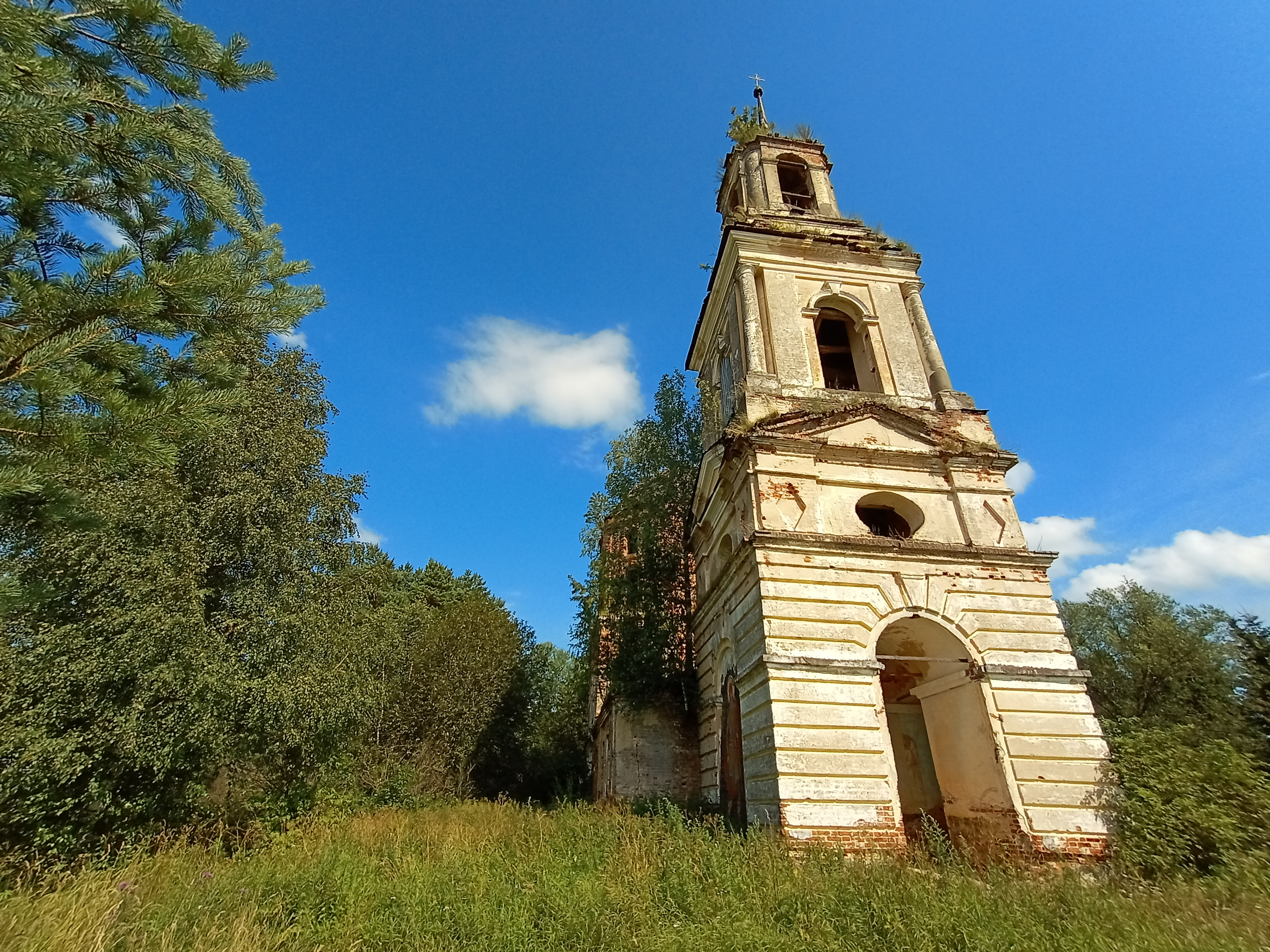
Церковь Воздвижения Креста Господня, вид на колокольню снаружи
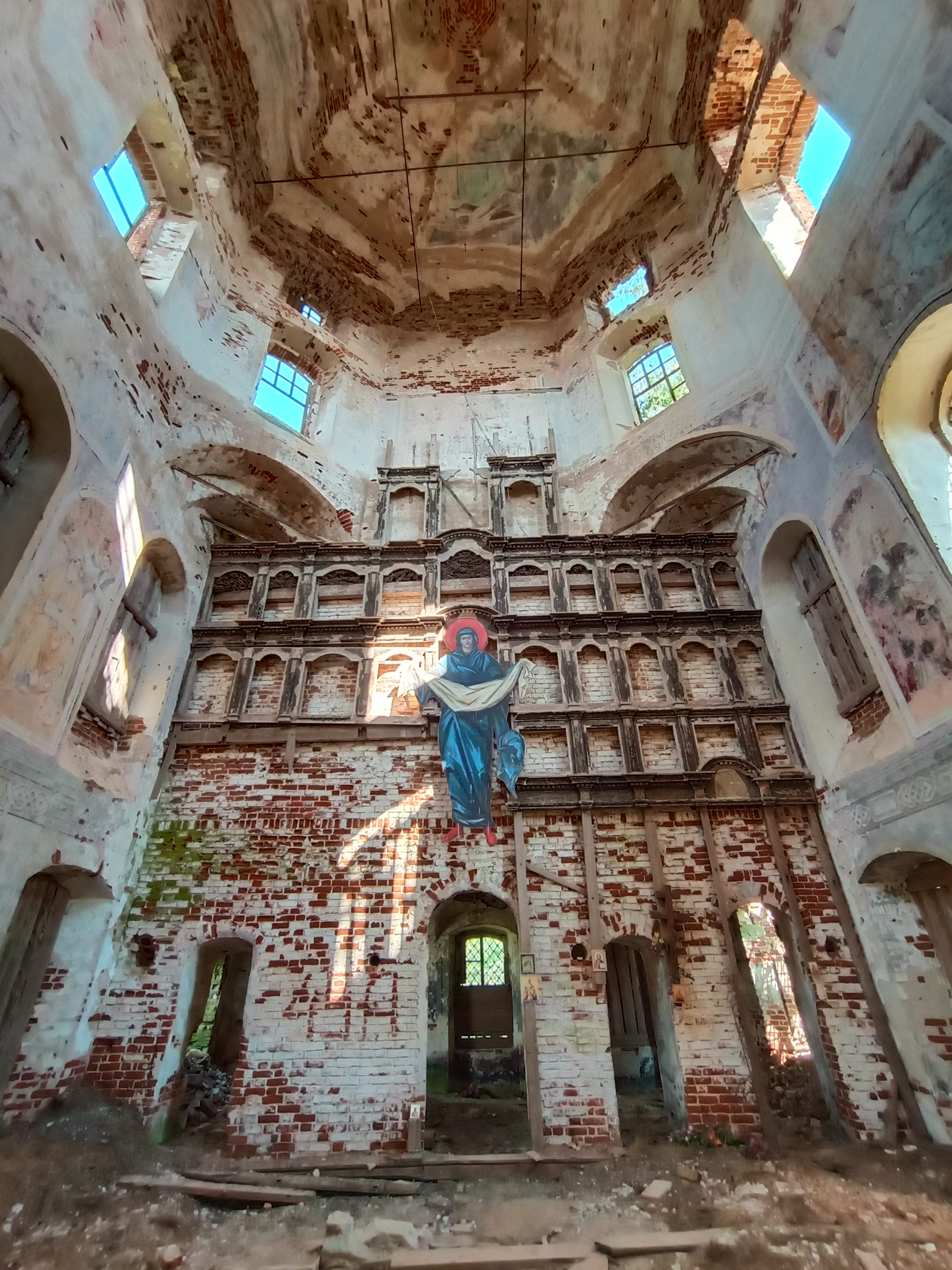
Частично сохранившиеся оклады алтаря, изображение Казанской божьей матери сделано в XXI веке

- В 1918 году образован Волосковский сельский Совет крестьянских депутатов.
- В 1931 году село Волосково центр сельсовета Калининского района Московской области, 158 дворов, колхоз «Красный Октябрь», почта, телефон, школа, изба-читальня.
- В 1935—1956 годах в составе Теблешского района Калининской области.
- Во время Великой Отечественной войны всё мужское население деревни, годное к службе, было призвано в армию. На фронтах погибли 35 жителей села.
- В 1956—1963 годах в составе Горицкого района, с 1963 года — в Рамешковском районе.
- В 1989 году Волосково в Раменском сельсовете, население по переписи — 139 жителей (64 мужчины и 75 женщин), все русские. Центральная усадьба колхоза «Красный Октябрь». Имелись школа, почтовое отделение, клуб, магазины.
- В 2001 году в селе в 52 домах постоянно проживали 113 человек, 33 дома — собственность наследников и дачников.

## Население
| 1859 | 1989 | 2002 | 2008 | 2010 |
| ---- | ---- | ---- | ---- | ---- |
| 399  | ↘139 | ↘98  | ↗105 | ↘88  |